# About a Boy
About a Boy ist ein Buch des britischen Autors Nick Hornby aus dem Jahre 1998, das im Jahr 2002 unter der Regie von Chris und Paul Weitz mit Hugh Grant und Nicholas Hoult unter dem Titel About a Boy oder: Der Tag der toten Ente verfilmt wurde. Außerdem diente das Buch als Vorlage zur US-amerikanischen Serie About a Boy, die von Februar 2014 bis 2015 in zwei Staffeln ausgestrahlt wurde.
Der Titel des Buches (angelehnt an den Nirvana-Song About a Girl) scheint vordergründig dem Jungen Marcus gewidmet, ist jedoch nicht minder zutreffend für den großen Jungen Will, der eine noch wesentlichere Wandlung durchläuft.

## Handlung
Will Freeman ist ein 36-jähriger Single, der in London lebt. Sein Vater hat den erfolgreichen Weihnachtssong Santa’s Super Sleigh geschrieben, der Will jährlich so viele Tantiemen, 40.000 Pfund,  einbringt, dass er keine finanziellen Sorgen hat. Charakterlich ist Will vollkommen oberflächlich und nur auf Vergnügen aus. Als er sich in eine ansonsten aus Frauen bestehende Selbsthilfegruppe für Alleinerziehende in der Hoffnung hineinmogelt, mit einer der Frauen eine Beziehung anfangen zu können, lernt er dabei auch den 12-jährigen Marcus kennen.
Marcus und seine Mutter sind vor Kurzem nach London gezogen. Er leidet in seiner neuen Schule unter dem Image eines kauzigen Außenseiters und lebt zu Hause in ständiger Angst um seine selbstmordgefährdete Mutter. Obwohl Marcus und Will kaum unterschiedlicher sein könnten, werden sie nach und nach Freunde. Will hilft Marcus dabei, „cool“ und selbstbewusst zu werden, indem er ihm die Jugendkultur „beibringt“, die ihren Ausdruck durch Nirvana-Frontmann Kurt Cobain findet, und Marcus neue Kleidung kauft. Hierbei stellt Will fest, dass er selbst nicht mehr zu dieser Kultur gehört und zu alt für sie geworden ist. Und obwohl sich Will dagegen wehrt, verstrickt er sich mehr und mehr in die Ereignisse um Marcus und seine Mutter. Doch dann hilft ihm diese Beziehung, selbst Eindruck bei seiner großen Liebe Rachel zu machen.
Marcus reist nach Cambridge, um seinen Vater Clive zu besuchen. Ellie, ein Mädchen, das er in seiner Schule kennengelernt hat, begleitet ihn. Es ist der Tag nach Kurt Cobains Tod und Marcus möchte nicht, dass Ellie davon erfährt, da er ihre gemeinsame Reise in Gefahr sieht und Ellie vor Trauer beschützen möchte. Ellie weiß jedoch bereits vom Tod ihres Idols und betrinkt sich deswegen im Zug. Dann steigt sie bei einem Zwischenstopp des Zuges einfach aus. Die beiden landen schließlich auf einer Polizeiwache, nachdem Ellie eine Schaufensterscheibe eingeworfen hat, da sie vermutete, dass ein dahinter aufgestellter lebensgroßer Pappaufsteller von Kurt Cobain dort nur platziert worden war, um Profit aus dessen Tod zu schlagen. Will, Fiona (Marcus’ Mutter) und Ellies Mutter holen Ellie ab, Marcus wird von seinem Vater und dessen neuer Freundin abgeholt. Marcus spricht sich mit seinem Vater aus und erkennt, dass er keinen Vater benötigt, solange er Menschen wie Will um sich herum hat, mit denen er sich austauschen und selbstbewusst über seine Sorgen und Ängste reden kann.
Am Ende des Buchs ist Marcus, der zu Beginn noch ein schüchterner, unbeliebter Außenseiter war, ein in der Schule respektierter Teenager, der festgestellt hat, dass er durch einen großen Freundes- und Bekanntenkreis eine gewisse Sicherheit hat, die er mit zwei zusammenlebenden Eltern nicht so haben würde. Er ist zufrieden mit seiner Lebenssituation, da er nicht mehr in der Schule gehänselt wird und seine Mutter zudem nicht mehr so selbstmordgefährdet ist. Will hat sich von einem junggebliebenen Mann zu einem Erwachsenen gewandelt, der eine dauerhafte Beziehung mit Rachel will und seine bisherige Lebenseinstellung überdacht hat.

## Hörbücher
- 2013: About a Boy (gelesen von Udo Wachtveitl & Nicola Fritzen), Der Hörverlag – ISBN 978-3-8445-0947-2